# エンクロージャー
エンクロージャー (enclosure) は「囲い込むもの」という意味で、機械類を格納する筐体のことである。
たとえば、IT業界のサーバエンジニアなどが「エンクロージャ」と言うと、ブレードサーバを格納する筺体等を指す（一般の人に何を指しているのか明確にしたい場合は「ブレードエンクロージャー」とも）。
ただしオーディオマニアが「エンクロージャー」と言う場合はスピーカー用の、それも全帯域用または低音域用のものを指す場合が多い。これも一般の人に何を指しているのか明確にしたい場合は「スピーカーエンクロージャー　loudspeaker enclosure」と呼ぶのが正しい方法である。

## 概要
スピーカーのエンクロージャーにはスピーカーユニットの前面から出る音と背面から出る音を分離する役割がある。
スピーカーユニットの振動板は前後に互いに逆相の音を放射するので、この音同士が干渉すると低音域では打ち消し合ってしまう。そのためスピーカーユニットを裸で鳴らすと低音が出ないが、エンクロージャーに取付けることで低音を再生できるようになる。
サイズの非常に大きなスピーカーユニットはそれ自体がもつバッフル効果により、エンクロージャーがなくても低音域まで再生できる場合があるが（全面駆動形の衝立型スピーカーなど）、それでも低音域が弱点となる場合が多い。
また、スピーカーユニット背面から出る音を単に分離するだけではなく、低音域再生のために活用するエンクロージャー形式もある。

## 分類

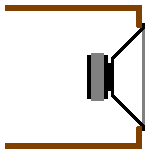

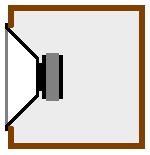

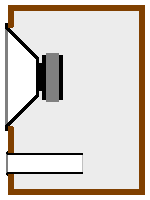

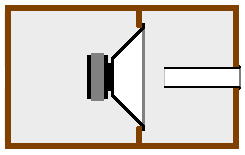

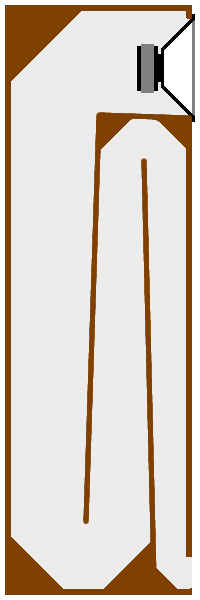

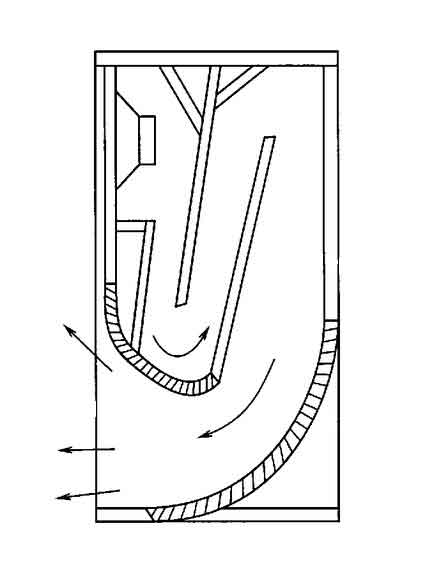

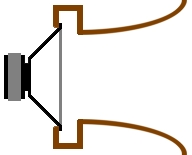

平面バッフル、後面開放型（ダイポール型）

平面バッフルはスピーカーユニットを単なる平らな板に取り付けて、スピーカーユニットの前面から出る音と背面から出る音を分離する形式である。理想的には無限大バッフルのことだが、もちろん実際に作るわけにはいかない。現実の有限な平面バッフルでは背面の音が前面に回り込んできて干渉するので、低音域まで再生するにはかなりの大きさの板が必要となる。実用面から平面バッフルの四隅を折り曲げ、後面が開いた箱状にすることがよくあり、後面開放型と呼ばれるが、箱の奥行きが小さければ有限な平面バッフルとほぼ同じものと考えてよい。

密閉型（シールド型、アコースティック・エアー・サスペンション型）

密閉型はスピーカーユニットを密閉された箱に取り付け、スピーカーユニット背面から出る音を箱の中に閉じ込める形式である。箱の中には通常、吸音材が詰められる。箱の内容積が非常に大きく、箱の前面が非常に広い場合は理想的な平面バッフルに近いものになり、癖の少ない素直な音質が得られる。内容積が小さくなるにつれ箱の中の空気がばねとして効いて振動板の位置を元に戻そうとするため、低音限界が高くなる。内容積が過小になると共振の Q が上がり、共振周波数付近の音がボンボンと響くようになる。箱内の空気ばねを積極的に利用して、箱の内容積の割に大きなスピーカーユニットを用いる密閉型をアコースティック・エアー・サスペンション型と呼ぶことがあるが、明確な線引きがあるわけではない。箱が密閉されているので中に熱がこもり放熱には不利。市販スピーカーによく用いられる形式である。

バスレフ型（バスレフレックス型、位相反転型、ベンテッド型、ポーテッド型）

バスレフ型は箱にダクトが付いた孔（ポート）を設けヘルムホルツ共鳴器とし、スピーカーユニット背面で駆動する形式である。共鳴により低音域が増強されるが、共鳴周波数より低い周波数ではスピーカーユニット前面から出る音と打ち消し合ってしまう。小さな箱で豊かな低音が得られるが、箱の内容積や共鳴周波数をスピーカーユニットの特性に合わせて設計する必要があり、設計が悪いと癖の強い低音となる。また、ポートから共鳴周波数付近以外の音が漏れてきたり、風切り音が出ることもある。市販スピーカーに最もよく用いられる形式である。ダクトに制動材を詰め、密閉型との中間的にしたものをダンプドバスレフ型という。

パッシブラジエーター型（ドロンコーン型）

パッシブラジエーター型はバスレフ型のポートの代わりにパッシブラジエーターを用いる形式である。パッシブラジエーターとはサスペンションで支えられた振動板で、振動板がコーン（円錐）形をしている場合はドロンコーンとも呼ばれ、外観からはスピーカーユニットと区別が付かないものもある。動作原理はバスレフ型とほぼ同じ。バスレフ型のポートにはないサスペンションが付いているところが異なるが、通常非常に柔らかいサスペンションとしてバスレフ型と大きく変わらない動作となるようにする（振動板を支持する必要があるのでなくすわけにはいかない）。パッシブラジエーターの振動板を重くするのは簡単なので共鳴周波数を低くしやすいとか、パッシブラジエーターが不要な音漏れを防ぐとか風切り音が出ないなど、実用面での違いがある。パッシブラジエーターには通常、駆動するスピーカーユニットと同等以上の振動板面積が必要である。

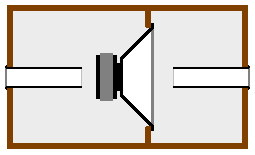

ASW 型（ケルトン型）

ASW 型はバスレフ型のスピーカーユニット前面に相当する部分を密閉箱もしくはヘルムホルツ共鳴器で塞いだ形式である。中高音域は出なくなるので、通常サブウーファーもしくはそれに準じた使い方をされる。

共鳴管方式

共鳴管方式はスピーカーユニット背面に共鳴管をつなぐ形式である。共鳴管は通常エンクロージャー内に折り畳まれて収められる。トランスミッションライン型など様々な手法がある（画像はトランスミッションライン型の例）。

バックロードホーン型

バックロードホーン型はスピーカーユニット背面に断面積が大きくなっていく音道（ホーン）をつなぐ形式である。ホーンは通常エンクロージャー内に折り畳まれて収められ、エンクロージャー前面にホーンの開口がある。設計や製作に手間がかかり、エンクロージャーも大形となるため、自作スピーカーや海外メーカーの超高級品に使われる。

フロントロードホーン型

フロントロードホーン型はスピーカーユニット前面にホーンを付けた形式である。背面もなにがしかのエンクロージャーに収める必要があり、密閉型と組み合わせる例が多い。バスレフ型と組み合わせたものはコンビネーションホーン型と呼ばれる。本来フロントロードホーンとは単なるホーンであって、エンクロージャー自体は密閉型なりバスレフ型で、フロントロードホーンがエンクロージャーの形式とはいい難いのだが、低音ホーンは工作が大掛かりとなりエンクロージャーと一体化することが多いため、エンクロージャーの一形式として扱われることが多い。